# SHL
SHL – marka motocykli produkowanych początkowo w Hucie Ludwików, następnie KZWM Polmo-SHL w Kielcach od roku 1938 do 1970, przejściowo także w  WFM w Warszawie.

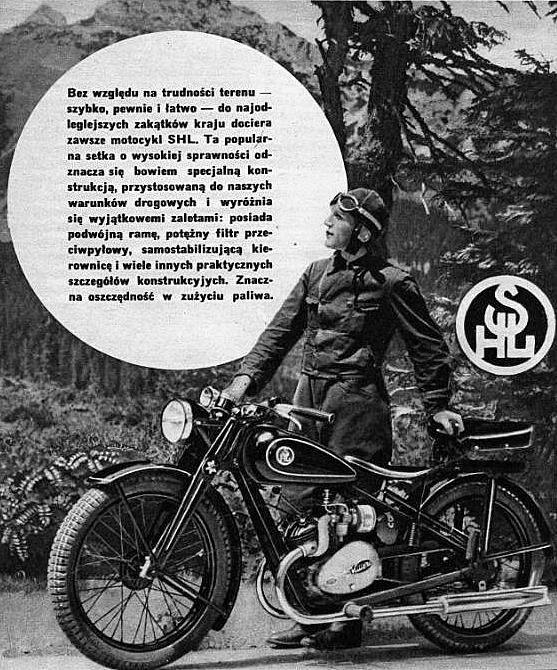
Reklama prasowa motocykla SHL z 1939

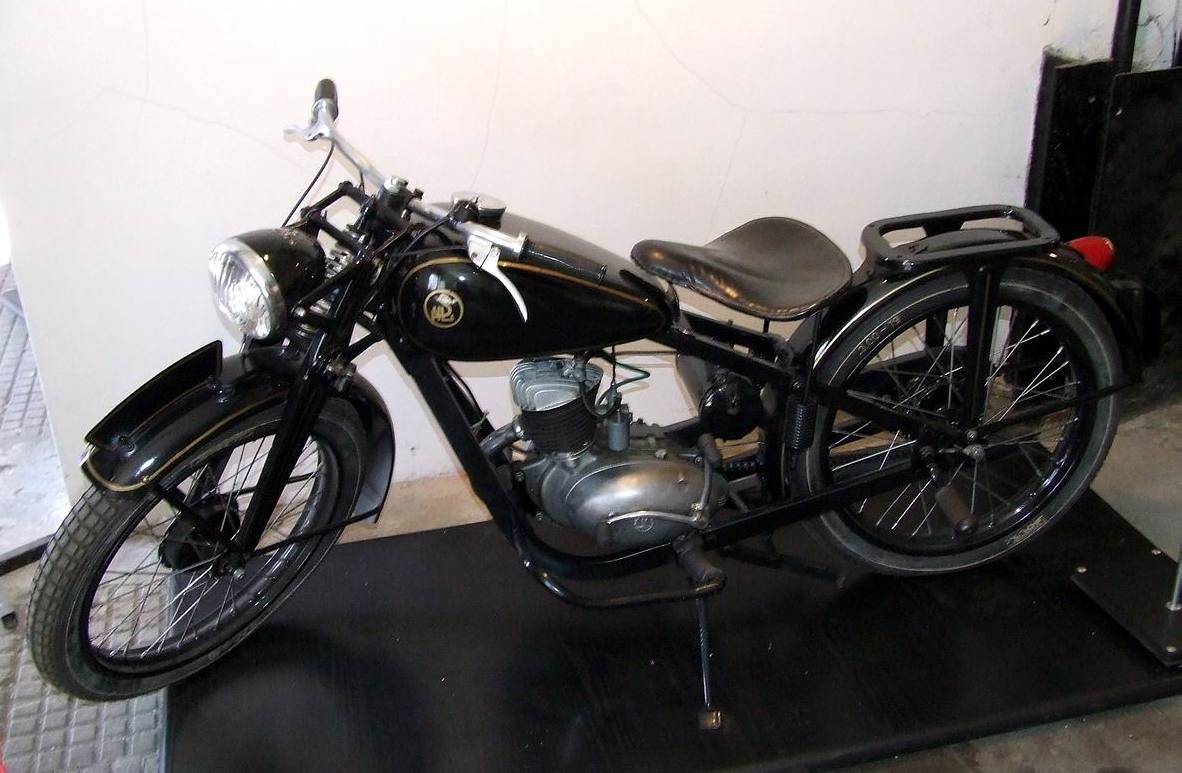
SHL M04 w Muzeum Techniki w Warszawie

## Historia
Pierwszy model motocykla SHL, produkowany w latach 1938–1939, opracowany został przez inż. Rafała Ekielskiego w oparciu o brytyjski silnik Villiers 98 cm³, którego produkcję uruchomiono na podstawie umowy licencyjnej. Skrót SHL, od Suchedniowskiej Huty „Ludwików”, rozszyfrowywano wówczas marketingowo jako Setka Huty Ludwików, od pojemności silnika. Podwozie SHL 98 skonstruowane było z kształtowników tłoczonych z blachy łączonych śrubami z elementami odlewanymi. Szacuje się, że wyprodukowano około 2000 motocykli, lecz dalszą produkcję przerwał wybuch II wojny światowej w 1939 roku. Silniki początkowo montowane były z części angielskich, pod koniec produkcji większość ich komponentów wytwarzana była w Polsce. Dostarczano też silniki dla motocykli Podkowa 98.
Po zakończeniu II wojny światowej postanowiono wznowić w Kielcach produkcję motocykli. W roku 1947 skonstruowano prototyp motocykla SHL 125 – M02 według własnego projektu, opartego na wzmocnionej konstrukcji ramy przedwojennej oraz krajowym silniku S01 o pojemności 125 cm³ (opracowanym w 1946 r. przez Centralne Biuro Techniczne na bazie niemieckiego DKW RT125 dla motocykla Sokół 125 – M01 produkowanego w Warszawie). Model ten wprowadzony został do seryjnej produkcji w 1948. Po wyprodukowaniu ok. 200 szt., w ramach unifikacji z Sokołem 125 zastąpiony został przez SHL M03 (350 szt.), a od roku 1949 przez SHL M04 (15,5 tys.szt.).
W tym okresie w Wydziale Doświadczalnym Kieleckich Zakładów Wyrobów Metalowych (od 1948 nowa nazwa Huty Ludwików) pod kierunkiem Jerzego Jankowskiego konstruowano również motocykle sportowe: wyścigowe i rajdowe. W jednym z modeli – RJ2 po raz pierwszy zastosowano w motocyklu polskiej konstrukcji widelec teleskopowy i tylne zawieszenie na suwakach. Do naszych czasów nie zachował się oficjalnie żaden z motocykli RJ2
W 1952 produkcja motocykli została przeniesiona z KZWM do Warszawskiej Fabryki Motocykli, gdzie do 1953/1954 r. pod znakiem SHL produkowano model przejściowy M05 wyposażony w ww. widelec. Motocykle z przełomu 1953/1954 roku wyposażone były w widelec teleskopowy lub trapezowy (wykorzystywano stare zapasy). Niektóre motocykle przejściowe mają nabite na tabliczce znamionowej M04 przekreślone na M05.
Produkcja motocykli powróciła do kieleckiej fabryki w 1958, wraz z modelem SHL M06U z silnikiem S06 o pojemności 150 cm³. Produkcję tej wersji zastąpiono w 1959 przez wersję M06T z nowocześniejszym zawieszeniem przednim na wahaczu pchanym, którą produkowano do 1961 r.

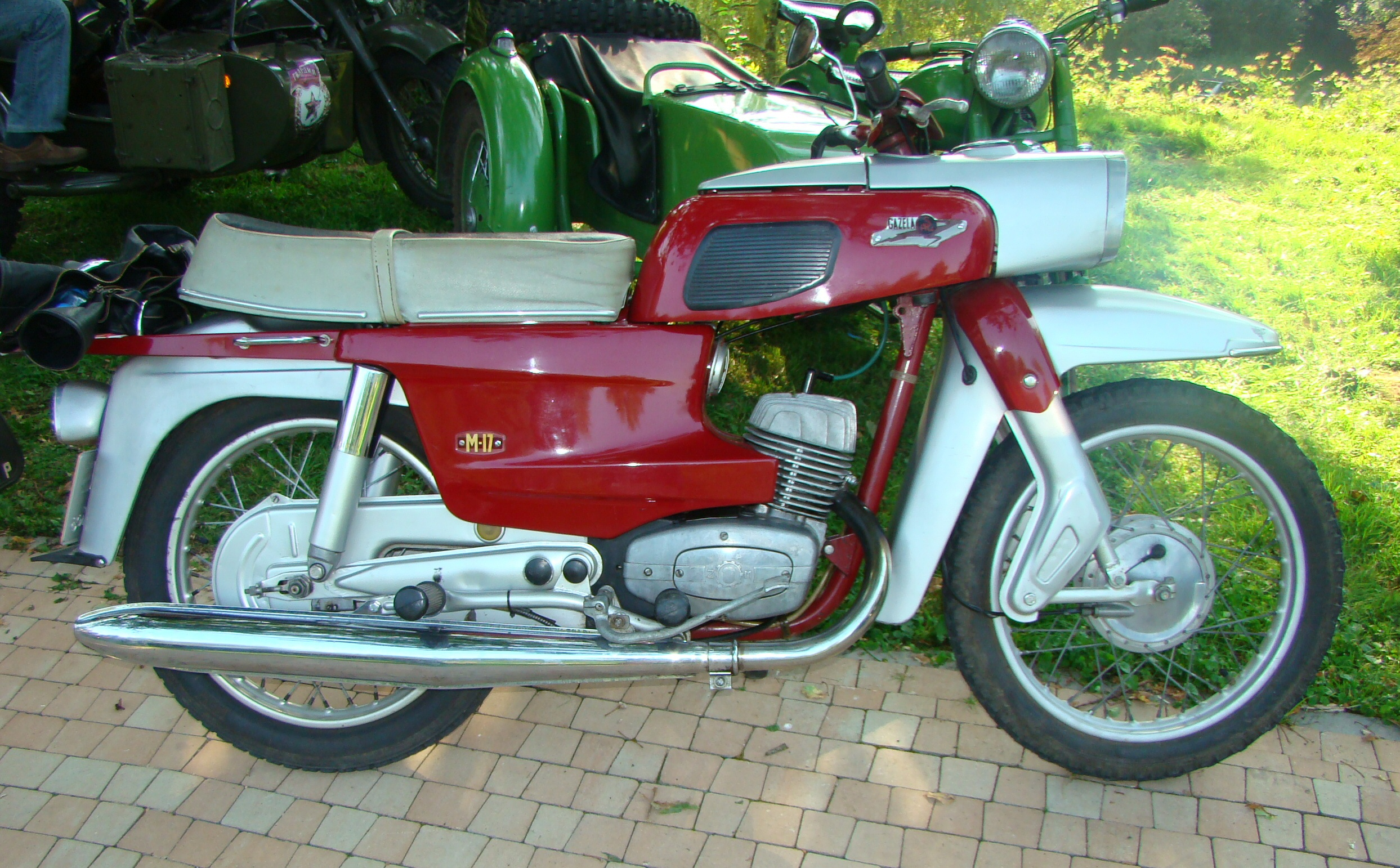
SHL Gazela

W maju 1961 do seryjnej produkcji wprowadzono model SHL M11, który był pierwszym polskim jednośladem z silnikiem klasy 175 cm³. Oprócz nowego silnika S32, wprowadzono takie nowości, jak: zamek kierownicy, tylny bagażnik, cygarowy tłumik, czy też sprzęgło z centralną sprężyną dociskową. Konstrukcja była cały czas modernizowana. W latach 1967–1968 produkowano ponadto ulepszoną wersję M11W, z nowym silnikiem W-2A Wiatr.
Modele M11 i M11W były produkowane także w wersji eksportowej – „Lux”. Sprzedawano ją m.in. w Stanach Zjednoczonych oraz w Indiach, które w 1963 zakupiły licencje na produkcję modelu M11 (produkcję zakończono w 2005). W Indiach motocykl produkowany był pod marką Rajdoot.
W sierpniu 1968 wprowadzono do produkcji całkowicie nową konstrukcję. Był to motocykl SHL M17 Gazela z silnikiem 175 cm³, powstały częściowo jako rozwinięcie prototypowych konstrukcji M14 i M16 opracowywanych w latach wcześniejszych kolejno przez SFM i WFM. Model ten był produkowany w latach 1968–1970 jako ostatni ze znakiem SHL.

## Produkowane modele
M02, M03, M04, RJ1, WJ1, RJ2, WJ2, M05, M06U, M06T, M11, M11S, M11LUX, M11LUX2, 175B, M11W, M11W LUX, M17 Gazela, 175R

### Model 98

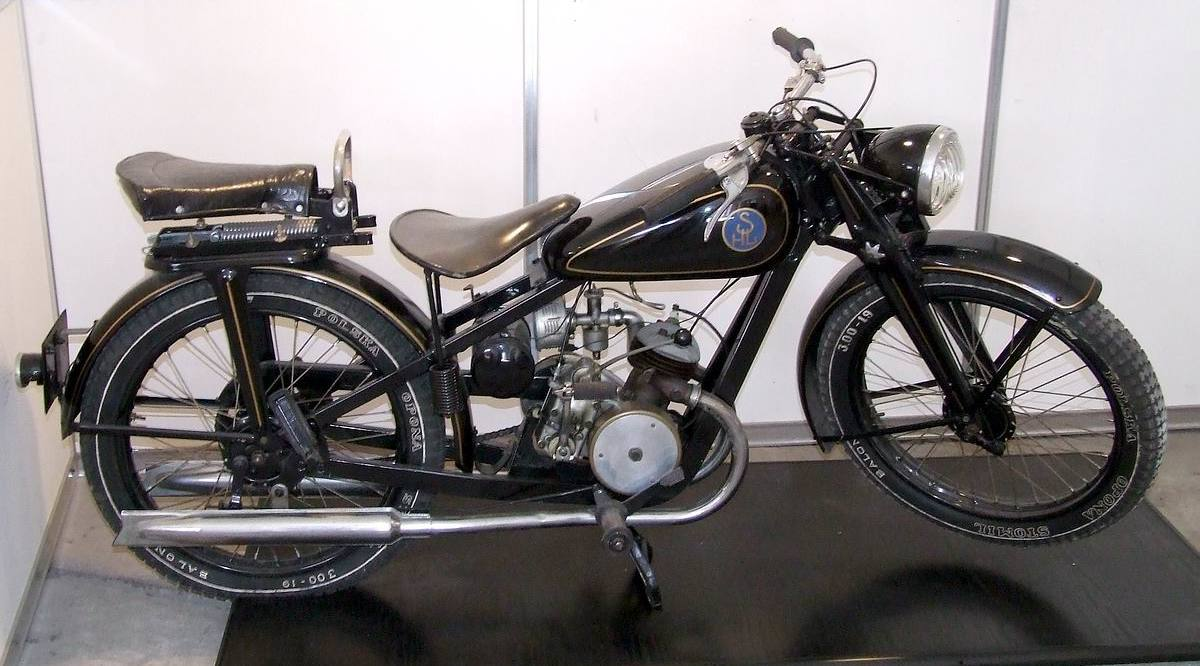
SHL 98 w Muzeum Techniki w Warszawie

- Silnik: dwusuwowy, jednocylindrowy
- Pojemność skokowa: 98 cm³
- Stopień sprężania: 5:1
- Moc maksymalna: 3 KM przy 3000 obr./min.
- Sprzęgło: mokre, jednotarczowe
- Skrzynia biegów: o 3 przełożeniach sterowana ręcznie
- Przekazanie napędu na koło tylne łańcuchem,
- Rama: z kształtowników stalowych o profilu ceowym, podwójna, zamknięta
- Zawieszenie przednie: widelec trapezowy z ciernym amortyzatorem skoku
- Zawieszenie tylne: sztywne
- Hamulce: szczękowe mechaniczne, ręczny na koło przednie, nożny na koło tylne
- Masa własna: 78 kg
- Zużycie paliwa: 2 – 2,5 l /100 km
- Prędkość maksymalna: 65 km/h
- Wymiary (dł. x szer. x wys.; mm):1985 × 680 × 930,
- Rozstaw osi: 1260 mm

### Model M06T

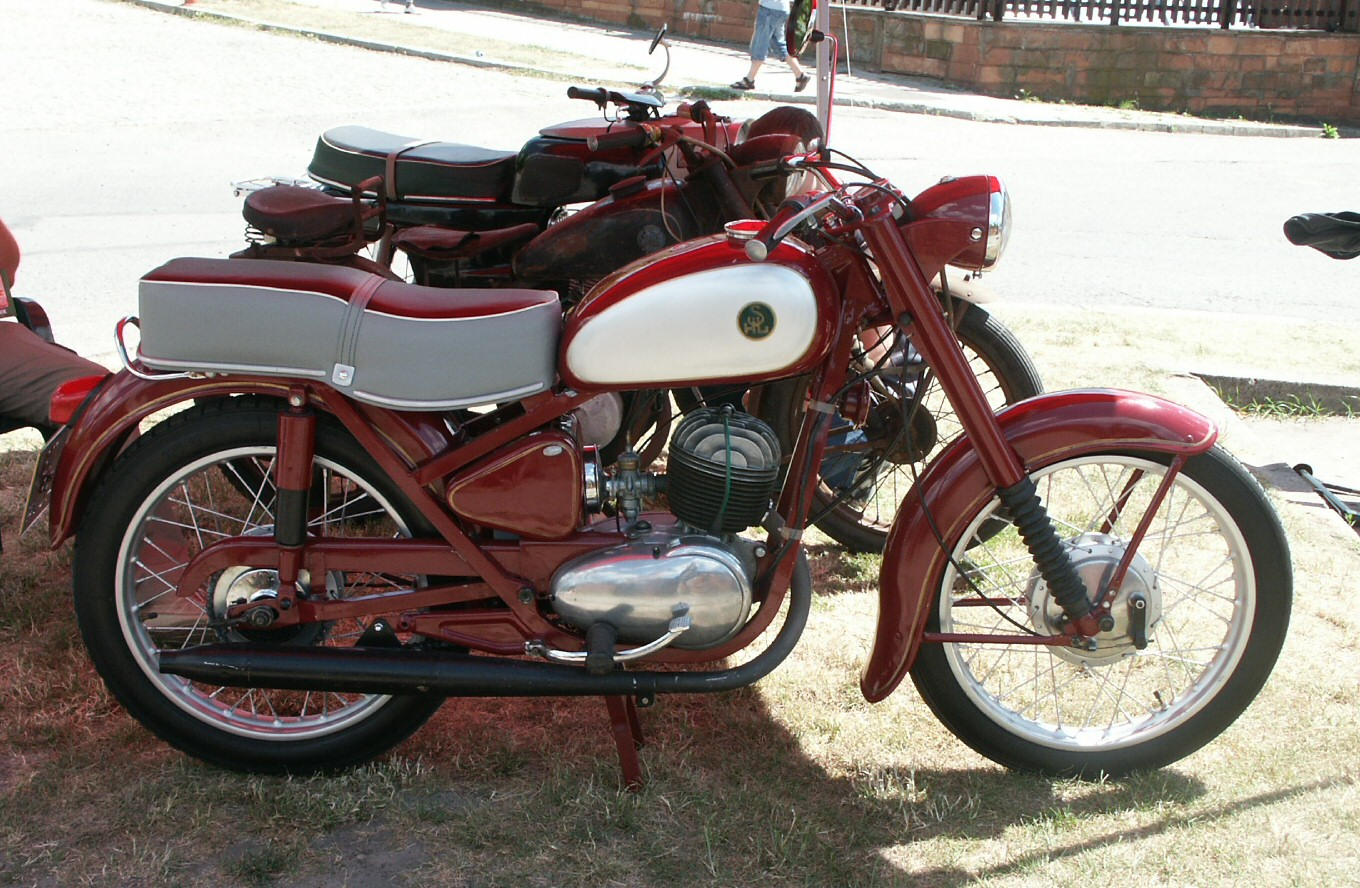
SHL M06U

- Silnik: dwusuwowy, jednocylindrowy typ S06
- Pojemność skokowa: 150 cm³
- Moc maksymalna: 6,5 KM przy 3500 obr./min
- Skrzynia biegów: o 3 przełożeniach sterowana nożnie
- Prędkość maksymalna: 78 km/h

### ModelM11
- Silnik S32[3]

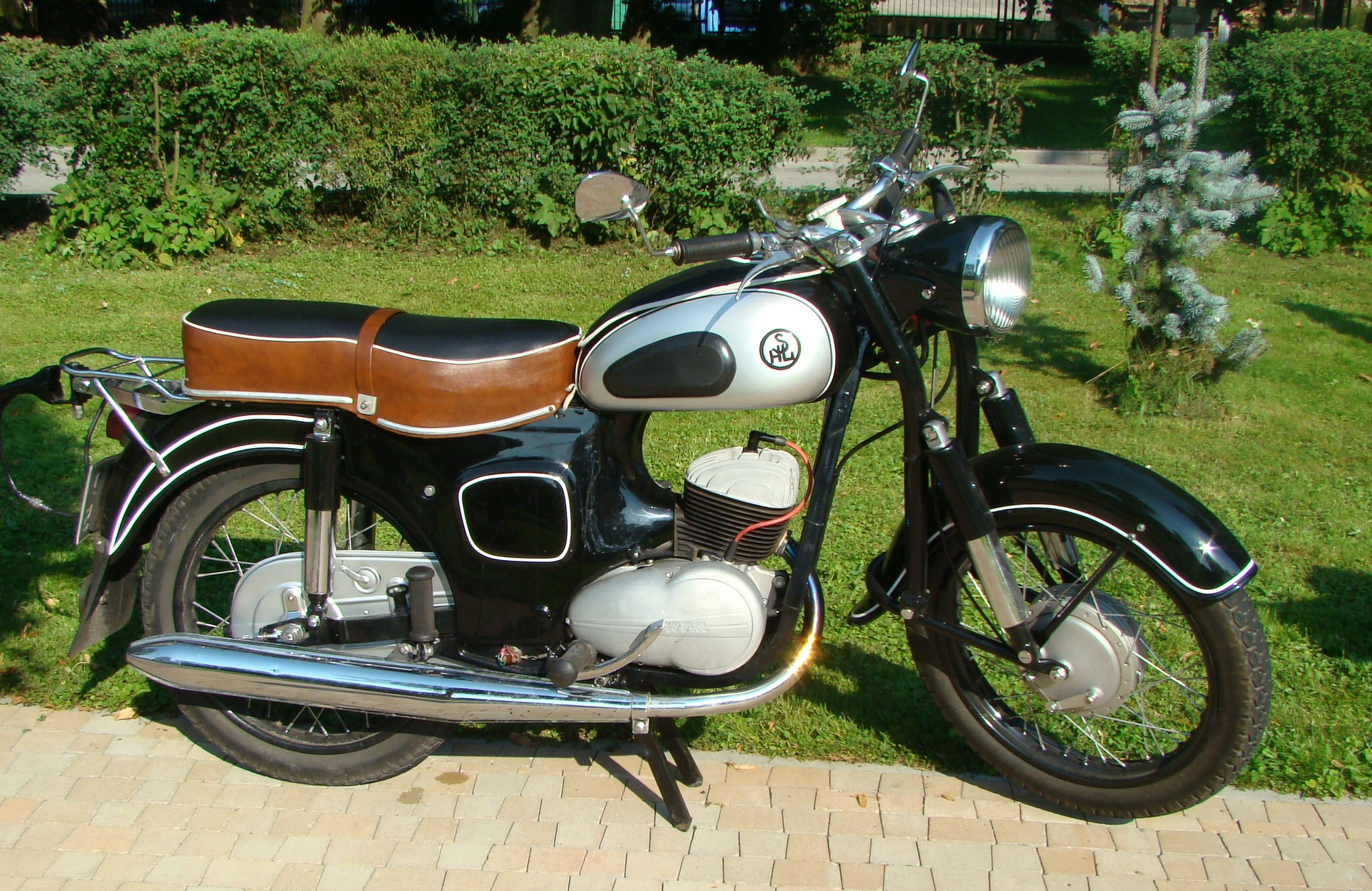
SHL M11

  - Typ: dwusuwowy, jednocylindrowy z przepłukiwaniem zwrotnym
  - Pojemność: 173 cm³
  - Średnica cylindra x skok: 61.5x58
  - Stopień sprężania: 6.5 (pierwszy model o symbolu M06 U) lub 6.3(model podstawowy o symbolu M11) lub 7,6 (model o symbolu M11 W) lub 6,9 (model o symbolu M11 Lux)
  - Moc maksymalna: 9 KM przy 4800obr./min. lub 10 KM przy 5000obr./min.
- Prędkość maksymalna: 90 km/h (105 km/h – dla M11W)
- Rozruch: rozrusznik nożny
- Liczba biegów: 3

- Podwozie
  - Rama: Podwójna kołyskowa z rur stalowych o przekroju prostokątnym
  - Koła
    - Przód: 3.00 × 19 lub 3.00 × 18
    - Tył: 3.00 × 19 lub 3.00 × 18

  - Zawieszenie
    - Przód: Wahacz pchany „średni”, amortyzatory ze sprężynami spiralnymi i tłumieniem hydraulicznym.
    - Tył: Wahacz wleczony, amortyzatory ze sprężynami spiralnymi i tłumieniem hydraulicznym.
- Zbiornik paliwa: 13 litrów w tym rezerwa 1l
- Instalacja elektryczna
  - Zasilanie: prądnica-iskrownik 6 V 28 W
  - Akumulator: 6 V 7Ah
  - Zapłon: stykowy, iskrownikowy